# Gioachino Rossini
Gioachino Antonio Rossini (29 tháng 2 năm 1792 - 13 tháng 11 năm 1868) là một nhà soạn nhạc lừng danh người Ý. Dù danh tiếng của ông được thiết lập qua 39 bản nhạc opera, ông cũng sáng tác thánh ca, nhạc thính phòng và các tác phẩm cho piano và các nhạc cụ khác. Các tác phẩm của ông đã thiết lập nên một chuẩn mực mới cho các vở opera, dù theo phong cách hài hước hay trang trọng. Ở tuổi 37, khi đang ở đỉnh cao danh vọng, ông đột ngột ngừng sáng tác các tác phẩm quy mô lớn.
Rossini sinh ra tại Pesaro, cha và mẹ ông đều là những nhạc công (cha ông là chơi kèn còn mẹ ông là ca sĩ). Rossini bắt đầu sáng tác từ năm 12 tuổi và được theo học tại trường âm nhạc ở Bologna. Vở opera đầu tiên của ông được biểu diễn tại Venice vào năm 1810, khi đó ông mới 18 tuổi. Năm 1815, nhà soạn nhạc đã tham gia viết opera và quản lý các nhà hát ở Naples. Trong những năm 1810-1823, Rossini đã sáng tác tổng cộng 34 vở opera cho những rạp hát kiểu Ý và được biểu diễn ở rất nhiều nơi như Venice, Milan, Ferrara, Naples. Với khối lượng các tác phẩm lớn như vậy, một số phần (chẳng hạn như khúc dạo đầu) được tiếp cận và viết khá công thức. Ông cũng sử dụng lại các yếu tố trong các tác phẩm của mình trước đó. Trong quãng thời gian này, một số các sáng tác nổi tiếng nhất của ông đã ra đời, có thể kể đến những vở opera mang hơi hướng hài kịch như L'italiana in Algeri, Il barbiere di Siviglia (tiếng Việt là Người thợ cạo thành Seville) và La Cenerentola. Các vở opera này đã thể loại opera buffa, mà ông thừa hưởng từ các bậc thầy như Domenico Cimarosa, lên đến đỉnh cao. Ông cũng sáng tác các vở opera seria như Otello, Tancredi và Semiramide. Tất cả đều khiến công chúng ngưỡng mộ bởi giai điệu sáng tạo, âm hưởng đặc sắc và hình thức kịch tính. Năm 1824, ông được đoàn Opéra Paris ký hợp đồng để viết một vở opera kỷ niệm lễ đăng quang của vua Charles X, Il viaggio a Reims (các yếu tố từ tác phẩm này sau đó được dùng lại cho vở opera đầu tiên của ông viết bằng tiếng Pháp, Le comte Ory), chỉnh sửa lại hai vở opera bằng tiếng Ý là Le siège de Corinthe và Moïse. Vào năm 1829, cũng với bản hợp đồng của Opéra Paris, Rossini viết vở opera cuối cùng của mình, đỉnh cao chói lọi của ông, vở Guillaume Tell.
Lý do vì sao Rossini ngừng viết opera trong suốt 40 năm cuối đời chưa bao giờ được giải thích đầy đủ. Các yếu tố góp phần có thể có như sức khỏe kém, sự giàu có và thành công ông đã có được cùng với sự trỗi dậy của thể loại Opera vĩ đại lộng lẫy hơn với các nhà soạn nhạc như Giacomo Meyerbeer. Từ đầu những năm 1830 đến 1855, khi rời Paris và sống ở Bologna, Rossini sáng tác tương đối ít. Khi trở về Paris năm 1855, ông trở nên nổi tiếng với các salon âm nhạc vào thứ bảy, thường xuyên có sự tham gia của các nhạc sĩ và giới nghệ thuật sành sỏi của Paris. Ông đã viết các tác phẩm giải trí Péchés de vieillesse tại đây. Một số khách mời của ông bao gồm Franz Liszt, Anton Rubinstein, Giuseppe Verdi, Meyerbeer và Joseph Joachim. Tác phẩm lớn cuối cùng của Rossini là Petite messe solennelle (1863). Ông qua đời ở Paris năm 1868.

## Tiểu sử[2]

### Thời ấu thơ và niên thiếu

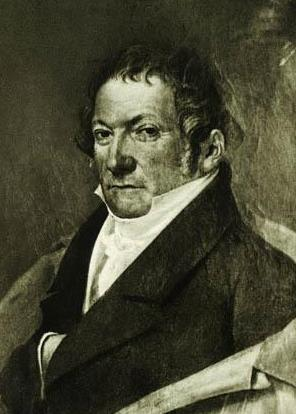
Giuseppe Rossini, cha của Gioachino Rossini

Gioachino Rossini sinh vào ngày 29 tháng 2 năm 1792, trong một gia đình có truyền thống về âm nhạc ở Pesaro. Cha của ông là Giuseppe Rossini, một nghệ sĩ kèn horn và cũng là một thanh tra thú y; mẹ của ông là bà Anna, một nữ ca sĩ và đi bán bánh mì. Nhờ có người cha dạy dỗ, Rossini đã tiếp xúc với âm nhạc và khi 6 tuổi, cậu đã chơi triangle trong ban nhạc mà cha cậu đã lập ra.
Nói chút về người cha này. Ông Giuseppe Rossini là một người thân Pháp, và không ngạc nhiên khi chúng ta biết rằng ông này đã chào đón quân đội của Napoléon Bonaparte khi những người này tiến vào miền bắc của Ý. Rắc rối cũng từ đấy mà ra, bởi năm 1796, Giuseppe đã bị tống vào tù bởi đế quốc Áo đã khôi phục lại thể chế của mình và vẫn cho thấy sự thống trị ở đất nước hình chiếc ủng. Do vậy, vợ ông đã phải đưa đứa con trai Gioachino đến thành phố Bologna, nơi mà 2 năm sau, gia đình nhà Rossini đoàn tụ. Trong 2 năm đó, bà Anna đã đi hát tại một số nhà hát tại vùng Romagna để kiếm sống. Đó cũng là khoảng thời gian Rossini sống với bà nội và khiến bà cảm thấy bất lực vì dạy dỗ mình.
Gioachino trông coi những người mổ thịt lợn ở Bologna, trong khi cha cậu thổi kèn horn và mẹ cậu hát. Cậu học với Giuseppe Prinetti về cách chơi harpsichord trong 3 năm. Người thầy đã khiến cho cậu không hài lòng một chút nào bởi ông ấy chơi đàn chỉ với hai ngón tay, vừa chơi nhạc vừa kinh doanh rượu mùi, lại ngủ thiếp khi đứng.
Chính vì những điều đó, Gioachino Rossini đã bỏ học ở chỗ Prinetti và đến Angelo Tesei, theo học nghề thợ rèn. Ở đây, cậu gặp một người thầy giáo có cùng sở thích với cậu và học cách thị tấu (để chơi đệm được piano) và hát (để trở thành đơn ca của nhà thờ). Rossini lúc đó mới có 10 tuổi. Vào năm 1805, Rossiní có buổi biểu diễn duy nhất tại nhà hát Commune, Camilla. Thời điểm này cũng chứng kiến tài năng chơi kèn horn của cậu.
Vào năm 1807, Rossini được nhận vào lớp học dạy về đối vị và phức hợp của Padre P. S. Mattei. Tiếp theo đó, cậu học chơi cello với một người khác tên Cavedagni tại Nhạc viện Bologna. Rossini hiểu các bản tứ tấu và giao hưởng của Joseph Haydn và Wolfgang Amadeus Mozart một cách đáng kinh ngạc. Ông rất hâm mộ Mozart đến nôi ở xứ Bologna, ông được biết đến với biệt danh Il Tedeschino (tiếng Việt: Người Đức) (đơn giản là vì Mozart là người nói tiếng Đức là tiếng mẹ đẻ). Năm 1808, Rossini đoạt giải nhất cuộc thi do Nhạc viện Bologna tổ chức với tác phẩm Il pianto d'Armonia sulla morte d’Orfeo. 2 năm sau, ông tốt nghiệp nhạc viện đó với vở opera đầu tay của bản thân: La Cambiale di matrimonio. Thành công của tác phẩm này đã khiến ông mạnh dạn đi sâu vào thể loại âm nhạc đồ sộ này. 16 tháng, chỉ thế thôi, cũng là đủ để ông hoàn thành đến 7 vở opera. Tuy vậy, cuộc sống của ông khá khốn khó. Sau này, ông tâm sự rằng: "Tôi đi hết thành phố này đến thành phố nọ, viết đủ mọi thứ nhưng vẫn thiếu thốn".

### Khi trưởng thành
Năm 1813, Rossini viết 2 vở opera và nổi tiếng. Tháng 2 năm đó, Tancredi có buổi công diễn đầu tiên. Sau đó 3 tháng, L’italiana in Algeri xuất hiện và gây ấn tượng với khán giả. Tuy nhiên, sau đó, thành công ít vang dội hơn.
Năm 1815, Rossini đã được Teatro San Carlo đặt hàng viết một vở opera và tác phẩm Elisabetta, regina d’Inghilterra ra đời từ đó. Đã có 20 vở Rossini viết cho nhà hát đó cũng như nhiều nhà hát khác khi ông sống ở Napoli đến năm 1822. Đây là thời kỳ sự nghiệp của ông phát triển nhất. Sau khi rời khỏi đó, ông cùng với Isabella Colbran đi tới hôn nhân với nhau. 

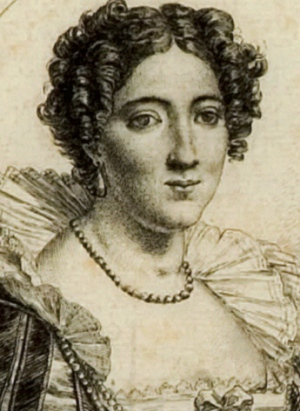
Isabella Colbran, vợ đầu của Rossini

Một kiệt tác của Rossini, Il Barbiere di Siviglia, đã được ông viết chỉ trong 3 tuần và có buổi trình diễn đầu tiên tại Rome vào đầu năm 1816. Mặc dù nó đã bị thất bại trong lần đó, chỉ với vài chút sửa chữa của Rossini, tác phẩm đã được chào đón nồng nhiệt và trở thành một trong những vở opera hay nhất của ông cũng như thế giới.
Trong những năm tiếp theo, Rossini nổi lên là nhà soạn nhạc opera số một đương thời. Cuối năm 1816, ông cho công diễn Otello. Tiếp theo, vào năm 1817, ông lại cho trình diễn hai tác phẩm có tình cảnh trái ngược nhau: La cenerentola, một vở opera bị quên lãng rất lâu cho đến nửa cuối thế kỷ XX, và La gazza ladra, một vở opera nổi lên rất mạnh ngay từ những lần đầu xuất hiện, nhưng hầu như không được trình diễn trong thời điểm hiện tại, trừ phần overture nổi tiếng.

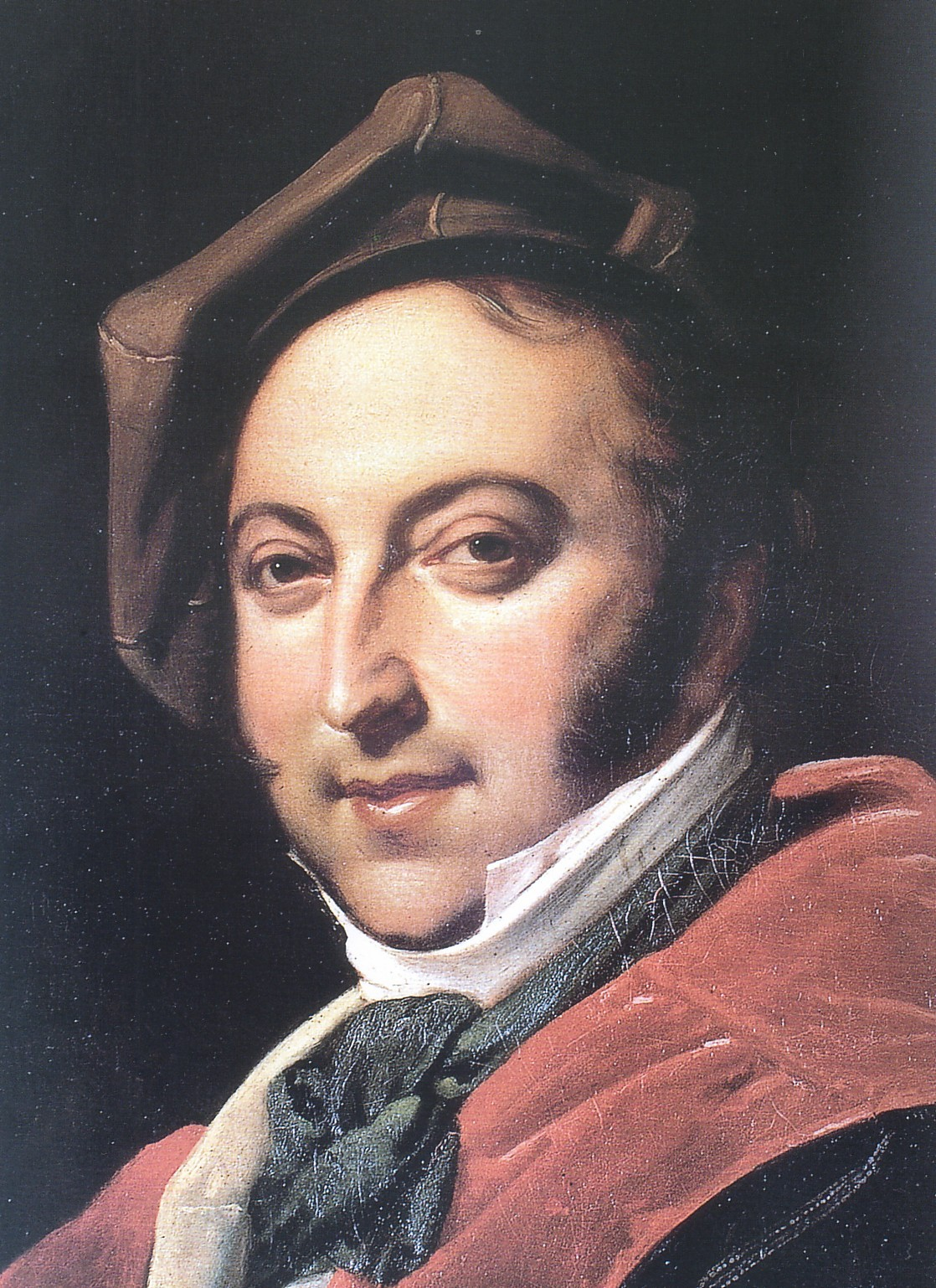
Rossini năm 1820

Trong các năm 1818-1823, Rossini sáng tác thêm các vở opera nhưng hầu như không đáng chú ý. Ngoại lệ là hai tác phẩm Mosè in Egitto viết vào năm 1818 và Semiramide viết vào năm 1823. Semiramide cũng là tác phẩm cuối cùng ông viết cho vợ mình bởi bà sắp nghỉ hưu. Trong khoảng thời gian ấy, ông đi lưu diễn tại nhiều quốc gia châu Âu. Khi đến Viên vào năm 1822, ông gặp Ludwig van Beethoven, nhà soạn nhạc người Đức cũng đã khen ngợi tài năng của ông.
Năm 1823, ông nhận được đề nghị của vua Charles X của Pháp với công việc là giám đốc của Théâtre Italien. Công việc đó bắt đầu từ năm 1824. Rossini đã rất vất vả khi cố gắng nâng cao trình độ biểu diễn của nhà hát này. Khi đó, ông cũng đặt lời tiếng Pháp cho một số tác phẩm như Mosè in Egitto (thành Moïse et Pharaon) và Maometto secondo (thành Le siège de Corinthe). Đồng thời, ông cũng viết những vở opera cuối cùng của mình gồm Le Comte Ory và Guillaume Tell. Ngôi nhà của ông tại Paris đón tiếp nhiều nhiều người danh tiếng như Franz Liszt, Niccolò Paganini, Daniel Auber, Charles Gounod, Ambroise Thomas, Arrigo Boito, Alexandre Dumas, Eugène Delacroix và đặc biệt là Giuseppe Verdi, người sẽ tiếp nối ông sau này.

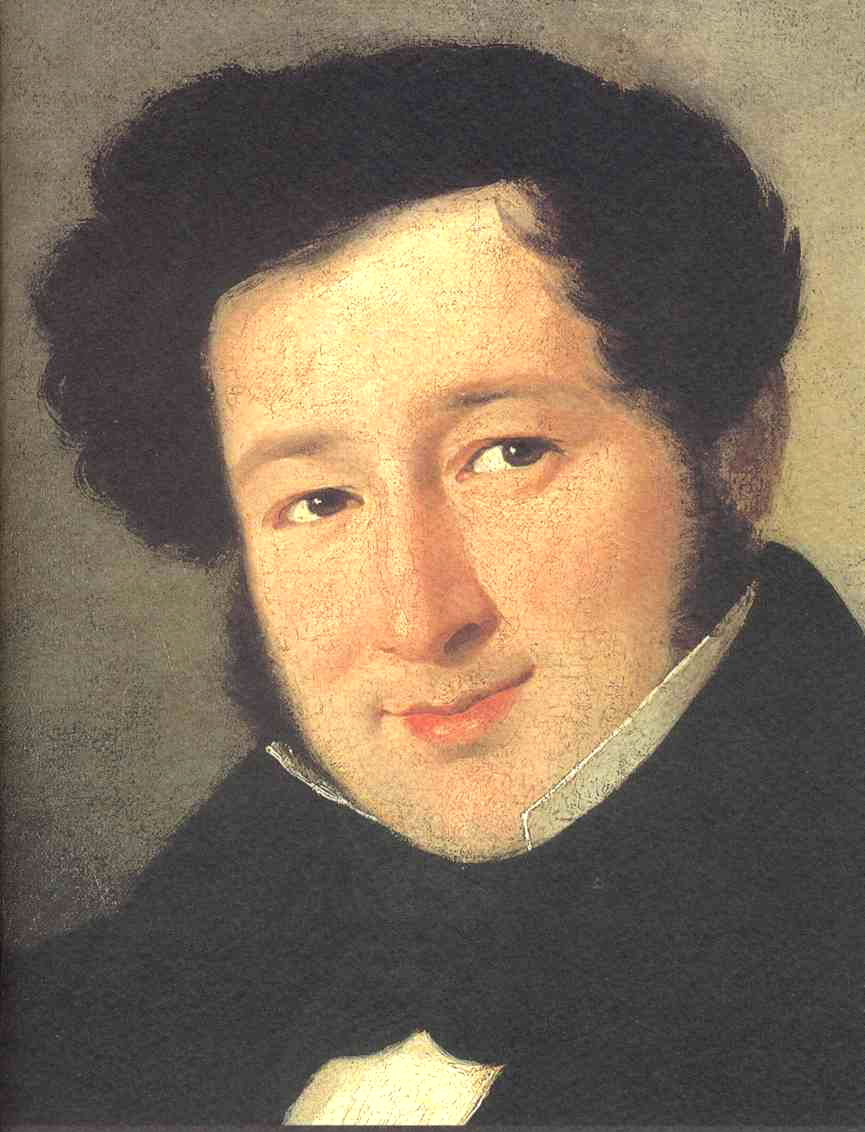
Rossini giữa thế kỷ XIX

Guillaume Tell trở thành vở opera cuối cùng trong sự nghiệp của Rossini. Giải thích thì nhiều. Có người cho rằng ông không ưa sự hâm mộ của người dân Paris với Giacomo Meyerbeer, có ý kiến thì nói rằng ông tức giận khi Pháp đã hủy hợp đồng với ông sau cách mạng vào tháng 7 năm 1830. Dù gì thì điều đó cũng rất đáng tiếc khi người nghe vẫn ngây ngất với các vở opera của ông và vai trò của ông đối với opera Ý rất quan trọng. Năm 1831, ông đến Madrid và viết Stabat Mater đến tận năm 1842. Năm 1832, ông gặp Olympe Pelissier và yêu cô. Sau khi người vợ đầu qua đời, ông cưới cô này vào năm 1846. Cả hai người chuyển đến Florence vào năm 1848. Ông viết một tập các tiểu phẩm piano có tên Péchés de viellesse, đồng thời có viết một số bài hát. Năm 1863, ông viết Petite Messe Solonnelle. Tất cả những tác phẩm này đều không được Rossini cho xuất bản và chỉ được phát hiện vào thập niên 1950.

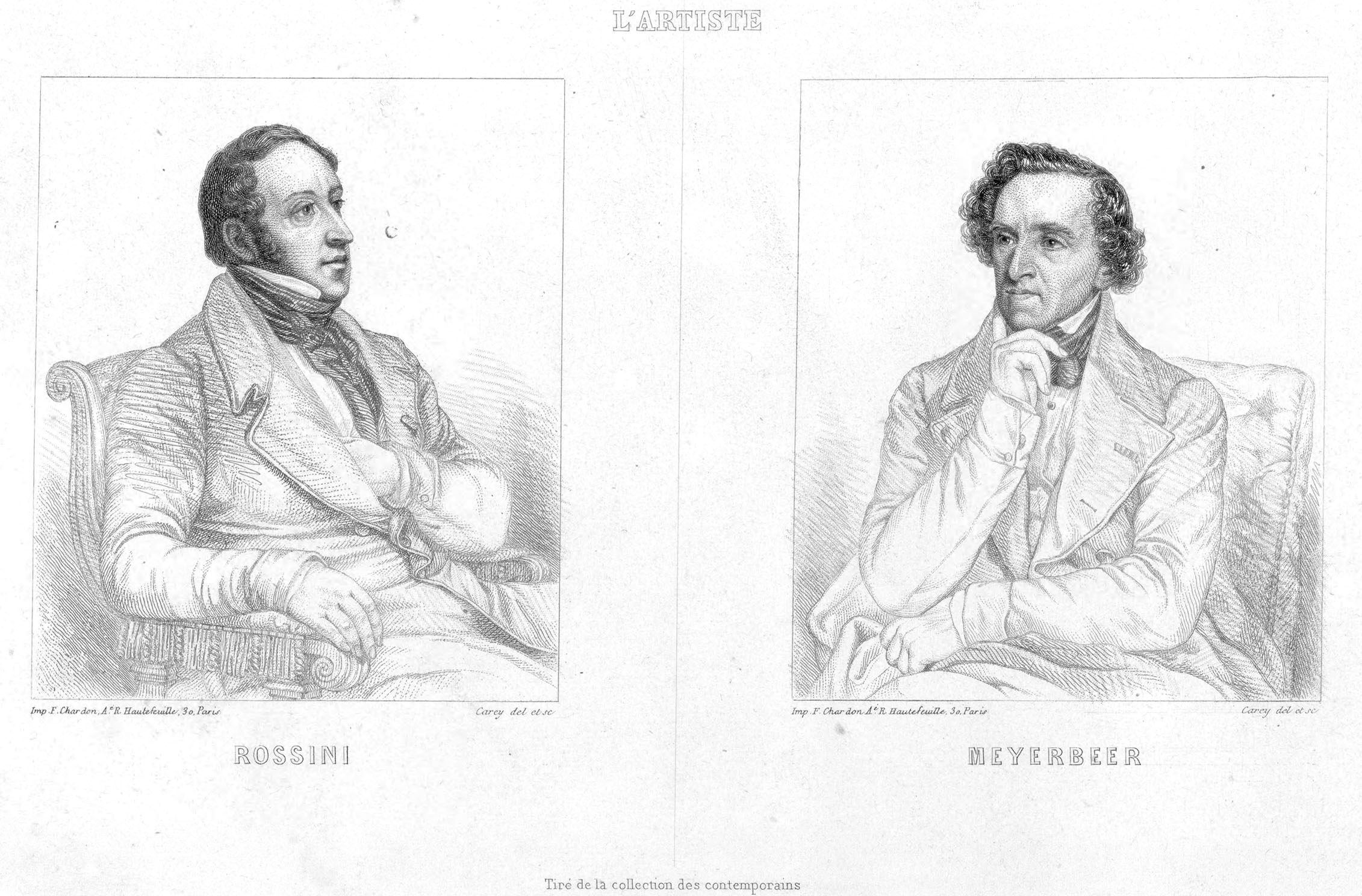
Rossini và Meyerbeer, hai nhà soạn nhạc opera nổi tiếng đương thời. Có thể chính Meyerbeer là nguyên nhân khiến Rossini rút lui khỏi opera

### Qua đời

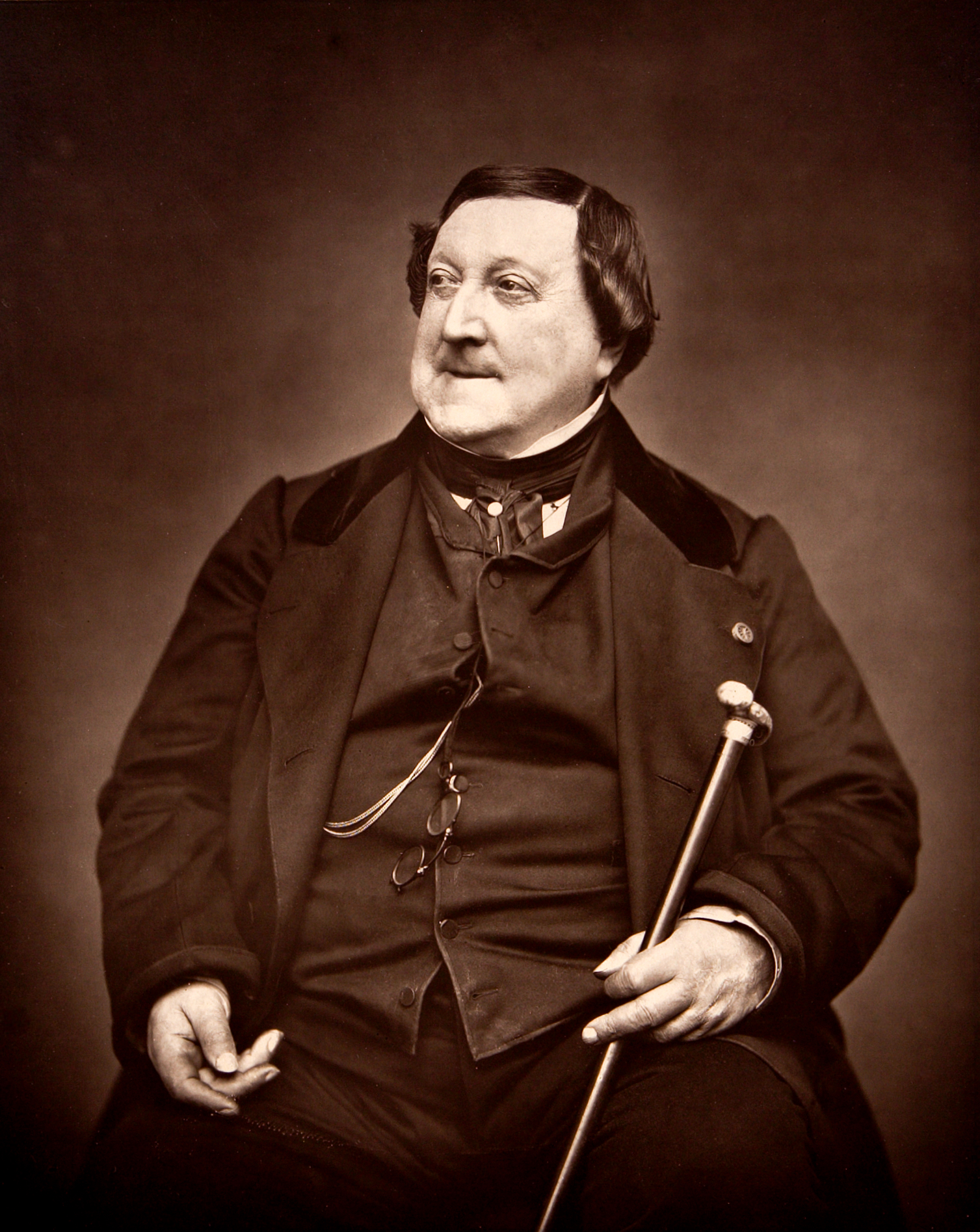
Rossini năm 1865

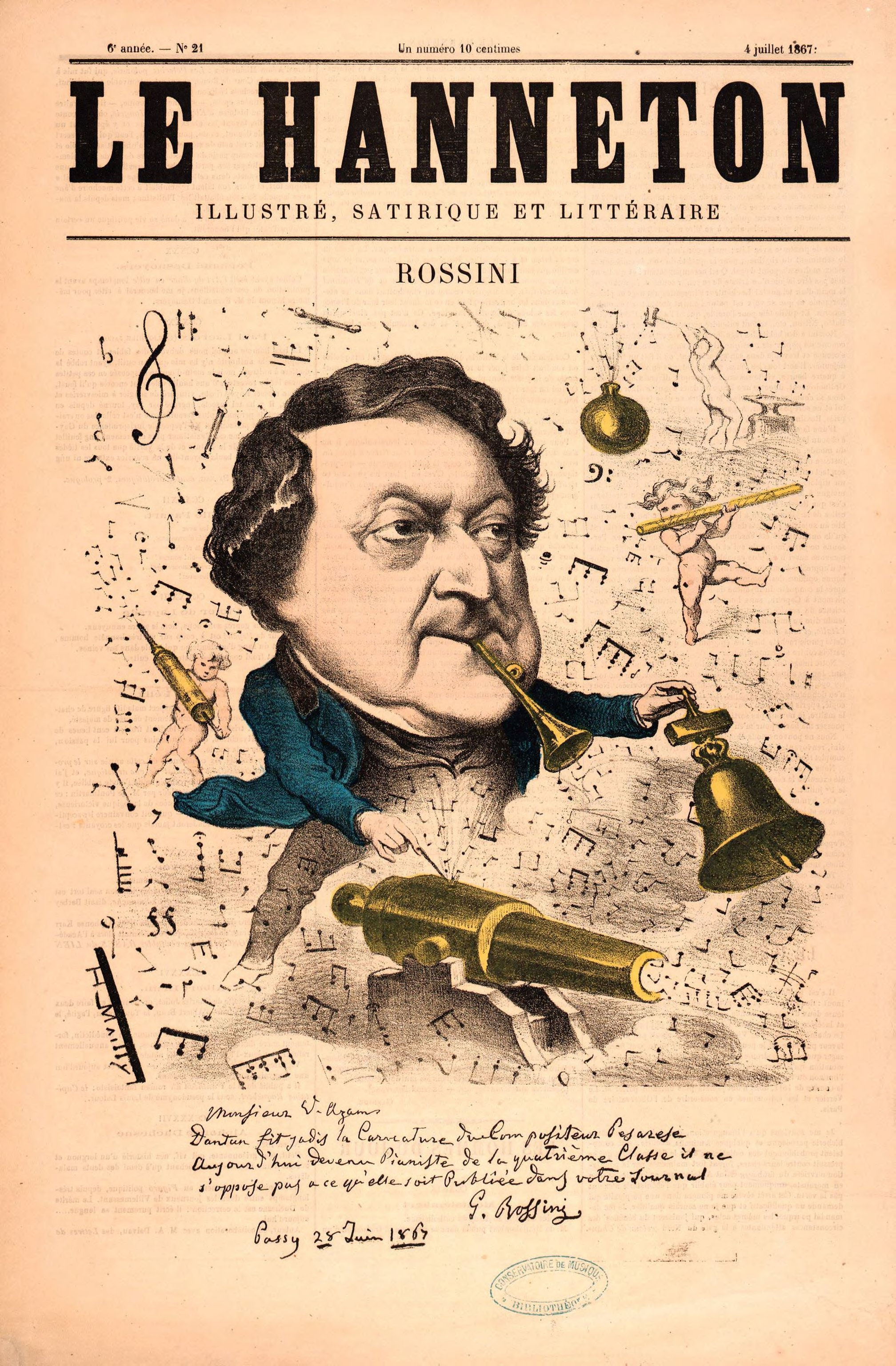
Tranh biếm họa về Rossini, ngày 4 tháng 7 năm 1867

Rossini qua đời vào ngày 13 tháng 11 năm 1868 tại thành phố Paris, Pháp. Ông được chôn cất tại nghĩa trang Père Lachaise. Năm 1887, di hài của ông được chuyển về nhà thờ Santa Croce, Florence theo nguyện vọng của chính ông. Verdi cùng một số nhà soạn nhạc khác đã bắt tay viết bản Requiem cho Rossini tưởng nhớ ông.

## Phong cách sáng tác
Trong hoàn cảnh opera Ý ngụp lặn trước toàn châu Âu, đặc biệt là trước sự lên ngôi của opera Đức, sự xuất hiện của Rossini rất quan trọng. Ông đã vực dậy cả một nền opera có thể nói là đang chết đuối. Rossini đã khắc phục lối hát khoe giọng của các castrato, tăng sức biểu cảm của dàn nhạc giao hưởng. Ông quy định nghiêm ngặt các nốt nhạc hoa mỹ và bắt buộc các ca sĩ này phải trung thành với những nốt nhạc trong tổng phổ. Điều đó khiến opera trở thành một tổng phổ hoàn chỉnh.
Không chỉ ảnh hưởng đến opera Ý, Rossini còn mở đầu trào lưu grande opéra của nước Pháp với Guillaume Tell. Grande opéra đã trở thành một trong ba trào lưu chính của opera Pháp.
Có hai điểm đáng chú ý ở Rossini. Thứ nhất, các vở opera của ông là những tác phẩm cuối cùng và đẹp nhất của thể loại opera seria và opera buffa. Thứ hai, ông viết với tốc độ rất nhanh và hoàn thành phần overture ngay trước buổi biểu diễn (điều đáng ngạc nhiên là dù vậy, nhiều bản overture của ông rất hay và kinh điển).

## Tưởng nhớ

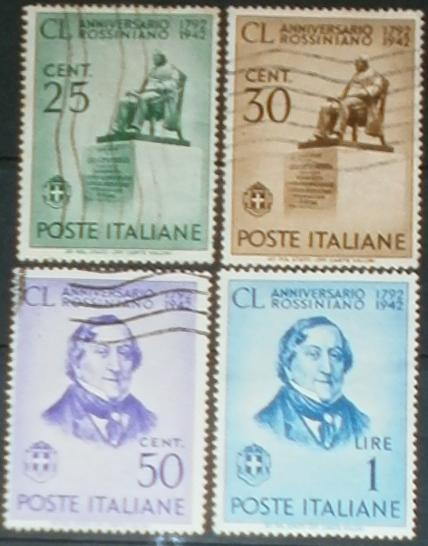
Bộ tem kỷ niệm 150 năm ngày sinh của Rossini

## Liên kết
- The Best of Rossini
- Rossini: William Tell Overture: Final
- Gioacchino Rossini - La gazza ladra - Overture
- Gioachino Rossini Lưu trữ ngày 4 tháng 11 năm 2017 tại Wayback Machine
- Gioachino Rossini biography Lưu trữ ngày 29 tháng 2 năm 2012 tại Wayback Machine
- Fondazione G. Rossini
- List and text of the songs on the website of the German Rossini Society
- Rossini Opera Festival
- Rossini in Wildbad Lưu trữ ngày 22 tháng 2 năm 2012 tại Wayback Machine - Belcanto opera festival
- The Center for Italian Opera Studies Lưu trữ ngày 24 tháng 9 năm 2013 tại Wayback Machine: Rossini critical edition
- - Riccardo Caramella performs Quatre Mendiants, Quatre hors d'oeuvres